# 로베르 니벨

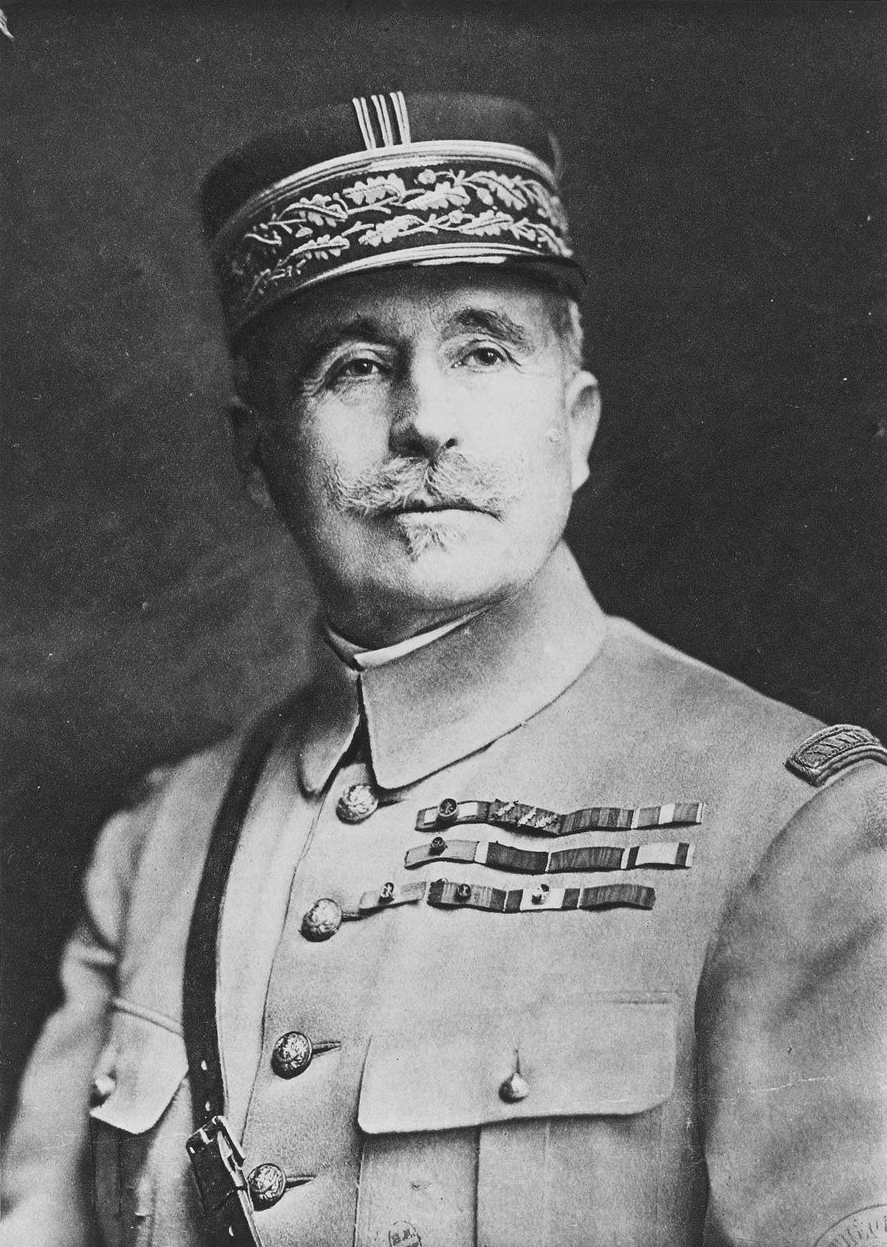

로베르 조르주 니벨 (1856년 10월 15일 – 1924년 3월 22일)은 의화단 운동과 제1차 세계 대전에 참전했던 프랑스 대포 장군이다. 1916년 5월, 그는 필리프 페탱의 뒤를 이어 베르됭 전투에서 프랑스 제2군의 사령관이 되어 1916년 후반에 독일군을 후퇴시킨 반격 작전을 이끌었다. 이 작전들 동안 그와 샤를 망쟁 장군은 프랑스군의 인명 손실을 초래했다는 비난을 받았다. 그의 이름은 니벨 공세에 붙여졌다.
베르됭에서의 성공 이후, 니벨은 영어에 능통하여 프랑스와 영국의 정치 지도자들을 설득하는 데 큰 도움을 주었기에 1916년 12월 서부 전선의 프랑스군 총사령관으로 승진했다. 그는 계획 단계에서부터 회의론을 불러일으켰던 체맹 데 담에서의 니벨 공세를 책임졌다. 값비싼 이 공세가 서부 전선에서 돌파구를 마련하지 못하자, 프랑스군 절반 가량이 영향을 받은 1917년 프랑스군 폭동이 발생하여 몇 달 동안 더 이상의 주요 공세를 수행하지 못했다. 니벨은 1917년 5월 15일에 필리프 페탱으로 총사령관이 교체되었다.

## 초기 삶과 경력
1856년 10월 15일 프랑스 코레즈 (데파르트망)의 지방 도시 튈에서 태어난 로베르 조르주 니벨은 프랑스인 아버지와 영국인 개신교도 어머니를 두었다. 니벨 또한 개신교도였으며, 이는 그에게 도움이 되었는데, 프랑스 군의 정치적 맥락에서 가톨릭 신앙은 불리했기 때문이다. 그는 에콜 폴리테크니크를 졸업한 후 1878년에 프랑스 육군에 입대했다. 프랑스 포병 소위로 시작하여 니벨은 1913년 12월에 포병 대령이 되었다. 그 기간 동안 니벨은 알제리, 튀니지 및 중화인민공화국의 의화단 운동 (1898년–1901년)에서 뚜렷한 공헌을 했다.

## 제1차 세계 대전

### 1914년–15년
"명확하고 엄청나게 자신감 넘치는 포병"으로 묘사된 니벨은 그가 조직한 강렬한 포격 덕분에 알자스 공세, 제1차 마른강 전투 및 제1차 엔강 전투에서 독일군의 공격을 격퇴하는 데 중요한 역할을 했다. 그 결과, 그는 1914년 10월에 장군 계급으로 승진했다.

### 1916년

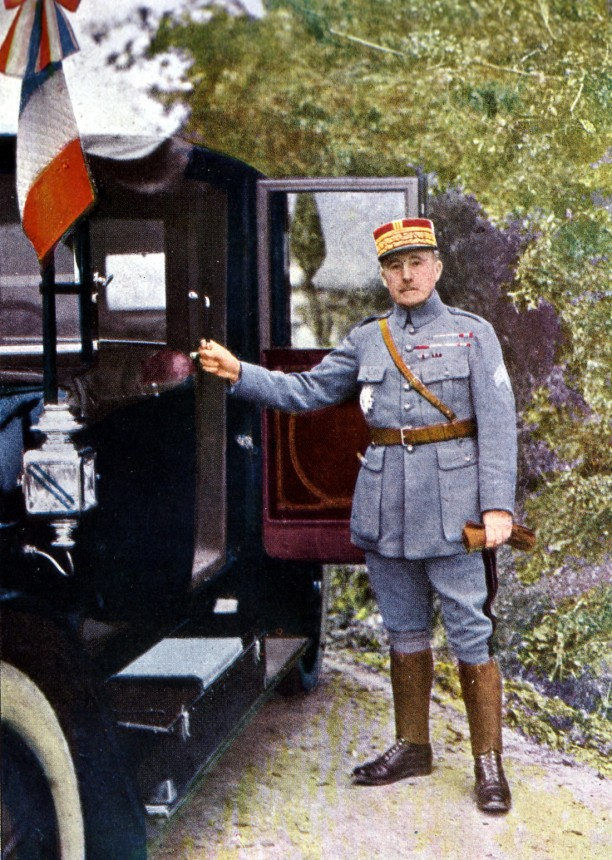
1916년의 니벨 장군. 쥘 제르베-쿠르텔르몽이 찍은 오토크롬 초상화.

1916년에는 베르됭 전투 (2월 21일 – 12월 18일)가 발생했으며, 이 기간 동안 니벨은 필리프 페탱의 부하로 있었다. 페탱이 프랑스 중부군 집단의 지휘관으로 승진하자, 니벨은 페탱의 이전 지휘관이었던 독일군과 베르됭에서 싸우던 프랑스 제2군의 지휘관으로 승진하여 1916년 5월 1일에 군을 직접 지휘하게 되었다.
니벨은 베르됭 전투에서 무익한 반격 작전으로 병사들의 생명을 낭비했다고 틀:According to whom 평가받는다. 6월 12일까지 제2군에는 단 하나의 신선한 예비 여단만 남아 있었다. 독일군이 6월 23일 플뢰리를 점령한 후, 니벨은 이제 유명해진 문구인 "Ils ne passeront pas! (그들은 지나가지 못할 것이다!)"로 끝나는 일일 명령을 내렸다. 니벨은 프랑스군이 10월 24일 초기 반격을 가했을 때 포복 포격의 사용을 명령했다. 보병을 지원하는 포병은 특정 목표물을 파괴하는 대신 독일군 병력을 제압하는 데 더 중점을 두었다. 이 전술은 효과적임이 입증되었다. 프랑스군은 10월 24일 플뢰리를 탈환했으며, 1916년 2월 25일 독일군에게 점령되어 독일에서 크게 축하받았던 두오몽 요새도 탈환했다. 니벨의 성공적인 반격은 1916년 12월 12일 프랑스군 총사령관으로 임명되는 결정 뒤에 중요한 요인이었다. 당시 프랑스 총리인 아리스티드 브리앙은 니벨에게 깊은 인상을 받아 로마 회의(1917년 1월)에서 다른 지도자들에게 베르됭 공격 중 니벨이 여러 장소에서 전보를 보내어 예측된 시간표에 정확히 맞춰 목표를 달성했다고 말했다.

### 총사령관

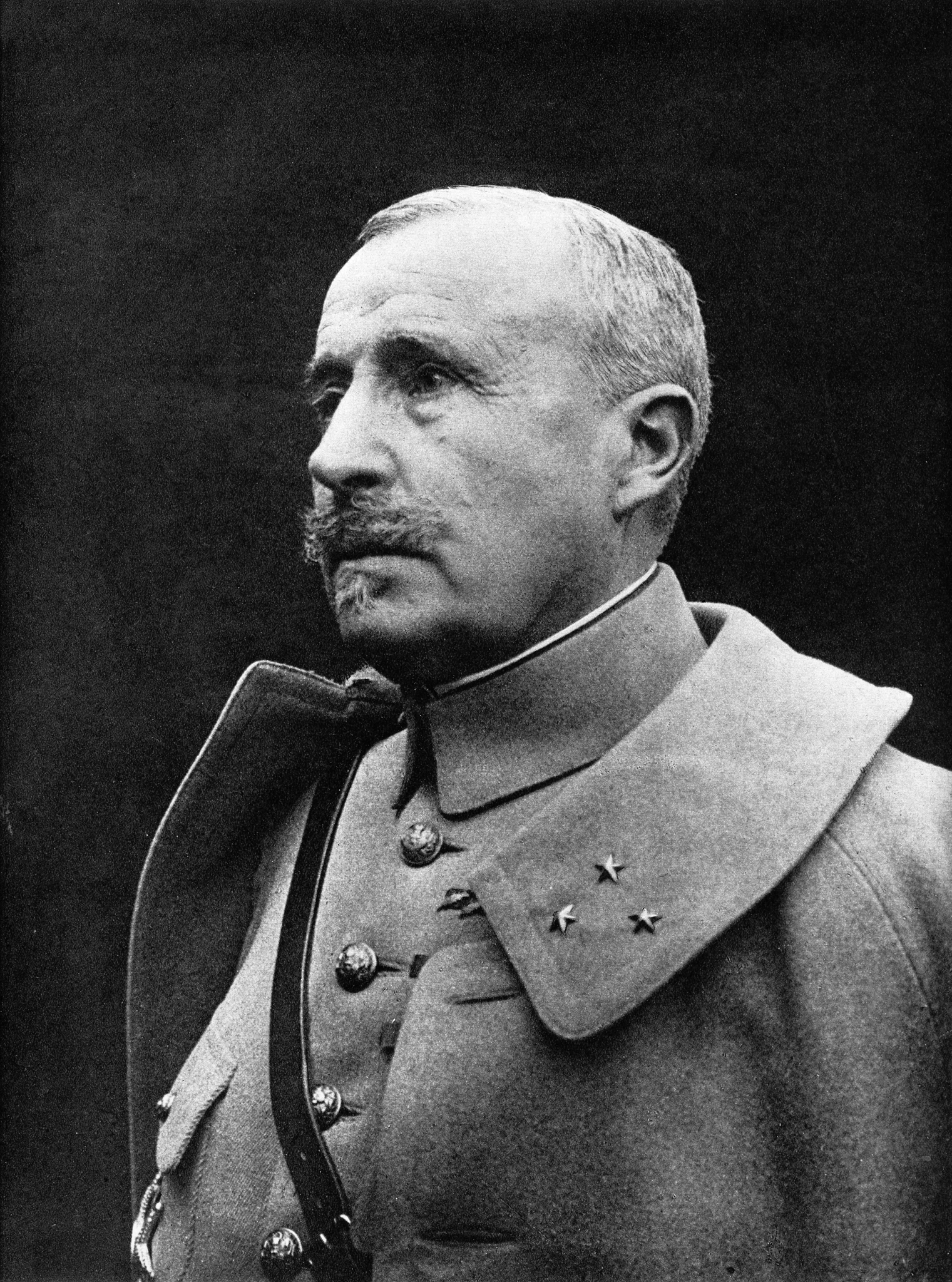
사단장 3성 계급장을 단 로베르 니벨 장군

니벨은 전임자 조프르보다 권한이 적었다. 그는 위베르 리오테 전쟁 장관의 명령을 받았고, 조프르와 달리 니벨의 권한은 살로니카 전선까지 미치지 않았다.
니벨의 슬로건(페탱에게도 귀속됨)은 "포병이 정복하고, 보병이 점령한다"였다. 그는 포화 포격 후 포복 포격과 공격적인 보병 공격이 적의 전방 방어를 무너뜨리고 프랑스군이 단일 공격으로 독일 포병 진지까지 도달하는 데 도움이 될 수 있으며, 이는 이틀 내에 돌파로 이어질 것이라고 믿었다.
1917년 니벨의 계획은 프랑스군 병력을 자유롭게 하기 위해 영국군이 프랑스 전선 20마일을 추가로 인수하고, 독일 예비군을 묶어두기 위해 아라스 (프랑스)와 우아즈강 사이에서 영국-프랑스 소모전을 벌인 다음, 독일 방어선이 예상대로 무너질 것을 활용하기 위해 엔강에서 프랑스군이 기습 공격을 개시하는 것이었다. 공격은 48시간 내에 독일 전선을 "돌파"하지 못하면 중단될 것이었다.
소모전이 몇 달 더 이어지는 것의 대안을 찾던 영국과 프랑스 정치 지도자들은 니벨의 제안을 지지했다.

### 영국과의 관계
서부 전선의 영국 원정군 (BEF) 사령관인 야전원수 더글러스 헤이그 경은 이미 조프르와 영국군이 1917년에 소모전을 시작하기로 합의했지만(1월 6일), 니벨의 이전 확언에 대한 서면 확인을 요구했다. 그 확언이란 계획이 전반적인 독일군 철수를 강제하지 못할 경우, 니벨이 그의 계획된 플랑드르 공세를 위해 영국군 예비대를 확보할 수 있도록 영국군 전선을 인수하겠다는 것이었다. 에드워드 스피어스의 기록에 따르면 니벨은 헤이그가 플랑드르에 대해 "고정 관념"을 가지고 있으며, 전선을 전체적으로 보지 않고 "모든 담요를 혼자 차지하려고 한다"고 비난했다. 영국 총리 데이비드 로이드 조지는 니벨이 베르됭에서 "자신이 남자임을 증명했다"고 생각했기 때문에 그를 지지했다.
헤이그 야전원수는 5월까지 공격을 연기하여 이탈리아와 러시아의 공격과 시기를 맞추기를 원했지만, 4월 1일까지 준비를 마쳐야 하며 요청된 프랑스 전선을 인수하라는 지시를 받았다. 영국 정부는 그에게 니벨과의 합의의 "문자적" 그리고 "정신적" 내용 모두를 준수하고 지연을 초래하지 말라고 명령했는데, 이는 거의 확실히 니벨의 사적인 로비의 결과였다.
로이드 조지는 런던 주재 프랑스 연락 장교인 베르티에 드 소비니 소령과 긴 대화를 나누며(2월 15일), 이 공격을 위해 헤이그를 니벨에게 종속시켜야 한다고 말했다. 이는 조지 밀른이 사라이에게 살로니카에서 종속되었던 것과 같으며, 필요하다면 그를 교체할 것이라고 덧붙였다. 영국 전시 내각은 프랑스 장군들과 참모들이 1916년에 영국보다 더 능숙함을 보여주었으며, 정치적으로는 영국이 이 전쟁에서 프랑스의 마지막 주요 노력이 될 가능성이 있는 것에 전폭적인 지원을 해야 한다고 느꼈다.
헤이그는 철도 상태가 좋지 않다고 비난하며 프랑스군의 절반도 안 되는 병력에 대해 두 배의 철도 요구량을 주장했다. 칼레 회의에서 철도 전문가들은 곧 해산되었고, 로이드 조지가 헤이그를 비판해달라고 요청했을 때 니벨은 당황했지만, 영국군과 프랑스군 간의 관계에 대한 규칙을 작성하는 데 동의했다. 이는 후임자들에게도 구속력을 가질 것이었다. 그는 영국군을 자신의 직접 지휘 하에 둘 것을 제안했다(프랑스 총사령부의 영국 참모부를 통해). 이는 작전뿐만 아니라 물류 및 식량까지 포함하는 것이며, 헤이그는 배제되고 런던과 직접 연락하는 것조차 금지될 것이었다. 영국 총참모장 로버트슨은 이 제안을 보고 분노했고, 로이드 조지가 프랑스가 아닌 이 제안의 발안자라고 믿었다. 니벨은 다음날 아침 영국 장군들을 방문하여 그들이 이 계획에 대해 사전 지식이 전혀 없었다는 것에 놀라움을 표했다. 타협으로 헤이그는 전시 내각에 항소할 권리를 부여받고 영국군에 대한 전술적 통제권을 유지했지만, 로이드 조지는 회의가 합의 없이 끝나지 않도록 하기 위해 공격 기간 동안에도 니벨의 명령에 따라야 한다고 주장했다.
독일군은 최근 집중적인 동원령을 통해 300개의 대대를 추가했으며, 헤이그는 (3월 3일) BEF가 남쪽 전선을 인계받으면서 더 얇게 퍼져 있어서 이 병력들이 이프르를 공격하여 해협 항구로부터 자신을 단절시킬 수 있다고 주장했다. 헤이그가 이 위협을 지어냈다고 가정하며, 니벨은 그에게 부하에게 보내는 형식으로 편지를 썼고, 이번에는 로버트슨에게 보고하지만 니벨이 헤이그에게 명령을 내리는 방식의 GQG에 영국 참모를 두는 아이디어를 부활시켰다. 니벨은 이제 BEF를 두 개의 군집단으로 분할하거나, 헤이그를 해고하고 고프로 교체해야 한다고 요구했다. 니벨은 또한 로이드 조지가 연합군 최고사령관이 되기를 바란다고 믿었는데, 이는 푸앵카레 대통령을 웃게 만들 정도로 터무니없는 제안이었다.
로버트슨의 추가 로비와 조지 5세 국왕의 개입 후, 로이드 조지는 영국 전시 내각의 지지를 잃고 물러서야 했다. 런던에서 열린 또 다른 회의(3월 12-13일)에서 로이드 조지는 BEF가 "프랑스군과 섞여서는 안 된다"고 강조했고, 헤이그와 니벨은 로버트슨 및 리오테와 만나 이견을 해결했다.

### 공세에 대한 프랑스의 의문
1917년 3월 16일과 3월 20일 사이에 독일군은 노용 돌출부와 바팜 근처의 작은 돌출부에서 철수했다. 프랑스군 북부군집단 사령관 프란셰 데스페레 장군은 니벨에게 독일군이 철수하는 동안 공격할 수 있는지 물었다. 니벨은 그 행동이 그의 작전 계획을 방해할 것이라고 믿었고, 그 결과 데스페레의 요청을 거부했다. 이후 니벨은 독일군 철수를 방해할 유일한 진정한 기회를 놓쳤다고 여겨졌다.
리오테는 프랑스 의회에서 야유를 받은 후 사임했고 (3월 15일) 브리앙 정부는 무너졌다 (3월 19일). 니벨의 계획된 공세에 대한 신뢰는 폴 팽르베가 프랑스 전쟁 장관으로 임명되면서 나아지지 않았는데, 팽르베는 니벨의 개념에 거의 신뢰를 두지 않았다.
영국 CIGS "울리" 로버트슨은 니벨을 "목에 밧줄을 감고 있는" 사령관이라고 묘사했다.
니벨이 총사령관으로 승진하면서 그 위로 올라갔던 필리프 페탱은 랭스 근처에서 독일군에 대한 대규모 공격을 시작하기를 원했다. 이 제안은 독일군에게 상당한 어려움을 초래했을 가능성이 높다고 여겨지지만, 니벨은 페탱의 공세가 니벨의 공세를 2주 동안 지연시킬 것이기 때문에 거부했다. 예상되는 엔 강 돌파를 활용할 프랑스 예비군집단 사령관 미슐레 장군은 다가오는 전투에 대해 심각한 의구심을 가지고 있었다. 3월 22일 니벨에게 보낸 편지에서 미슐레는 독일군이 예비군을 보유하고 있으며 엔 강 핵심 구역의 방어를 강화했기 때문에 프랑스군이 니벨이 원하는 만큼 빨리 돌파하지 못할 수도 있다고 주장했다. 프랑스군 다른 군집단 사령관들도 우려를 표했지만, 니벨은 그의 계획에 큰 조정을 하지 않았다.
미슐레는 대령(그리고 전 전쟁 장관) 아돌프 메시미의 도움을 받아 자신의 우려를 알렉상드르 리보 총리에게 전달했다. 4월 6일, 니벨은 콩피에뉴에서 미슐레, 페탱 그리고 푸앵카레 대통령과 팽르베 전쟁 장관을 포함한 여러 정치인들과 만났다. 조사는 니벨의 부하들인 군집단 사령관들을 니벨 앞에서 심문하는 실수를 저질렀다.
팽르베는 러시아 혁명으로 인해 프랑스가 러시아로부터 큰 도움을 기대할 수 없으며, 미국군이 가용하고 참전할 수 있을 때까지 공세를 연기해야 한다고 주장했다. 미슐레와 페탱은 공격에 할당된 프랑스군이 독일군 방어선의 두 번째 선을 넘어 침투할 수 있을지에 대해 의구심을 표했으며, 보다 제한적인 작전을 제안했다. 푸앵카레는 논의를 종합하며 공세는 진행되어야 하지만, 독일군 전선을 돌파하지 못하면 중단되어야 한다고 말했다. 이 시점에서 니벨은 자신의 계획이 받아들여지지 않으면 사임하겠다고 위협했지만 정치인들은 그에게 완전한 신뢰를 표명했다.
따라서 니벨의 계획은 다른 장군들의 의구심에도 불구하고 변함없이 진행되었고, 그는 결정적인 결과를 달성해야 한다는 더 큰 압박을 받았다. 리보 총리는 "우리는 강요받았다. 이제 되돌리기에는 너무 늦었다"고 말했다.
4월 4일, 엔 강 남쪽에서 독일군의 공격 중 프랑스군의 공격 비밀 계획이 포착되었지만 니벨은 그의 경로를 변경하지 않았다.

### 니벨 공세
세 번의 연기 끝에 니벨 공세는 1917년 4월 16일에 시작되었다. 이는 영국군이 아라스 (프랑스) 근처를 공격한 지 일주일 후에 시작되었다. 니벨은 관련된 프랑스군 병사들의 사기를 높이는 여러 선언을 했다: "L'heure venue! Confiance! Courage! Vive la France!" 에드몬즈는 니벨이 "독일군은 도망칠 것이다; 그들은 단지 떠나고 싶을 뿐이다"라고 말했다고 주장했다.
독일군에 대한 예비 포격이 예상보다 현저히 덜 효과적이었고, 충분한 수의 프랑스 곡사포가 부족했기 때문에, 전투 첫날 원하는 프랑스군의 돌파는 달성되지 않았다.
빌헬름 황태자는 그의 회고록에서 이 무익하지만 영웅적인 공격에 대한 독일군의 경이로움을 이야기한다: "기관총 중대장은... 프랑스의 최정예 연대들이 끊임없이 반복되는, 절망적인 공격으로 파괴되고 있는 전장의 압도적인 광경을 내게 설명했다." (그리피스, p. 39)
4월 16일부터 4월 25일까지 13만 4천 명의 사상자가 발생했다. 니벨은 약 1만 명의 사상자가 발생할 것이라고 말했다. 니벨은 정부에 공격이 성공하거나 중단될 것이라고 약속했다. 그러나 분명히 그는 '성공'에 대해 정부와 다른 해석을 가지고 있었다. 그는 공격을 계속하라고 명령했다. 19일, 폴 팽르베 장관이 공세를 중단시키기 위해 그를 찾아왔지만, 니벨은 공격이 계속되어야 한다고 확신했다. 점차적으로 모든 것이 모두가 두려워했던 솜 전투와 같은 행동으로 발전했다. (그리피스, p. 39)
4월 20일까지 프랑스군은 20,000명의 포로와 147문의 대포를 확보했는데, 이는 "이전 연도의 기준으로 볼 때 인상적인 결과"로 여겨졌다. 그러나 엔 강에서의 결정적인 돌파는 달성되지 못했다. 공세는 프랑스의 포탄 부족을 초래했고, 프랑스 의료 서비스는 붕괴되었으며, 전선에서 프랑스 부상자를 수송하는 지연은 사기를 저하시켰다.
첫 주가 끝날 무렵 공격은 교착 상태에 빠졌고 니벨은 통제력을 잃고 있었다. 미슐레는 니벨을 설득하여 공세의 범위를 축소하고, 이제는 체맹 데 담 전체를 확보하고 독일군을 랭스에서 밀어내는 것을 목표로 삼았다. 니벨은 프랑스 정부의 감시를 받으면서 공세가 진행될수록 점점 더 우울해졌다. 4월 29일, 니벨의 권한은 페탱이 총참모장으로 임명되면서 정부의 주요 군사 고문이 되면서 약화되었다. 프랑스군이 5월 4-5일에 체맹 데 담의 일부를 점령했지만, 이것만으로는 "니벨의 무너지는 명성을 회복하기에" 충분하지 않았다.

## 해임
니벨 공세가 1917년 5월 9일 종료되었을 때 프랑스군은 187,000명의 사상자를 냈다. 이는 베르됭 전투의 사상자보다는 훨씬 적었지만, 니벨이 큰 성공을 예측했었기에 국민들은 큰 실망감을 표했다.
페탱은 5월 15일 니벨을 대신하여 총사령관이 되었다.
1917년 12월 프랑스 정부는 니벨을 북아프리카 프랑스군 총사령관 직위로 전보시켰고, 이는 그를 전쟁에 직접적으로 관여하지 못하게 하는 조치였다. 그는 1918년 11월 전쟁 종결 후 프랑스로 돌아와 1921년 프랑스 육군에서 은퇴했다. 그는 레지옹 도뇌르 대십자와 군사 훈장을 받았다. 니벨은 1924년 3월 22일 사망했으며, 그의 시신은 파리의 앵발리드에 안장되었다.

## 유산
영국 공식 역사가들은 돌파 시도는 실패했지만 프랑스군이 '상당한 이점'을 얻었다고 기록했다. "4월 20일까지 그들은 2만 명 이상의 포로와 147문의 대포를 확보했다. 수아송에서 랭스까지의 철도는 자유로워졌고, 적은 우아즈-엔 운하 서쪽의 엔 강 계곡에서 쫓겨났다. 독일군의 두 번째 방어선은 쥐뱅쿠르 남쪽에서 점령되었고, 샹파뉴에서는 가장 중요한 '산' 일부가 점령되었다. 처음에는 성공적이었던 독일군의 반격은 시간이 지날수록 점점 덜 성공적으로 변했다. 특히, 19일에 제4군에 맞서 나우로이와 모롱비예르 사이에 세 개 사단이 투입된 대규모 노력은 완전히 실패했다."
다른 역사가들은 니벨의 제1차 세계 대전 중 행동에 대해 덜 관대했다. 줄리언 톰슨은 니벨이 "사상자에 무관심했다"고 주장하며, "조프르의 후임으로 재앙적인 선택"이었고, 니벨 공세 계획이 "엉성했다"고 주장했다.
'제1차 세계 대전: 1914-1918'이라는 책에서는 니벨 공세의 실행이 "살인적"이었다고 평가한다.
데이비드 스티븐슨은 체맹 데 담 공격이 "재앙"이었다고 말한다.
니벨은 어떤 면에서는 긍정적으로도 평가된다. '맥밀런 제1차 세계 대전 사전'에서는 그를 "1914년 연대 대령으로서 유능한 전술가"로 묘사하며, 그의 포복 포격 전술이 "혁신적"이었고, "1916년 12월 프랑스에서 점점 비관적으로 변하는 대중의 의견"을 단합시킬 수 있었다고 말한다.
J. 리카드는 니벨이 전차 개발을 더 발전시키려 한 것이 1918년까지 전차의 개선에 기여했다고 믿으며, 니벨이 "재능 있는 포병"이었다고도 말한다.
일부 역사가들은 니벨 공세가 1917년 프랑스군 반란을 시작한 원인이라고 비난한다. 팀 트래버스(Tim Travers)는 "니벨 공세의 막대한 프랑스군 사상자가 프랑스군 반란으로 이어졌다"고 말하며, 데이비드 스티븐슨(David Stevenson)은 "니벨 공세, 또는 더 정확히 말하면 그것을 고집하기로 한 결정이 1917년 5월과 6월의 프랑스군 반란을 촉발시켰다"고 주장한다.
캐나다 로키산맥의 대륙 분수령에 있는 니벨 산은 1918년 그를 기리기 위해 이름이 붙여졌으며, 근처에는 코르도니에, 포슈, 조프르, 망쟁 등 다른 프랑스 장군들의 이름이 붙은 봉우리들이 있다.

## 훈장
- 레지옹 도뇌르 훈장
  - 슈발리에 (1895년 7월 9일)
  - 오피시에 (1912년 12월 21일)
  - 코망되르 (1915년 4월 10일)
  - 그랑 도피시에 (1916년 9월 13일)
  - 그랑크루아 (1920년 12월 28일)
- 군사 훈장 (1921년 12월 30일)
- 크루아 드 게르 1914–1918 3개 야자수
- 빅토리 상호연합 메달
- 1901 중국 원정 기념 메달
- 모로코 기념 메달 "우지다" 및 "오기르" 걸쇠 포함
- 1914-1918 전쟁 기념 메달
- 레오폴 훈장 대식서 (벨기에)
- 크루아 드 게르 (벨기에)
- 니샴 이프티하르 장교 (튀니지)
- 육군 근무 공로 훈장 (미국)

### 기타 영예
1993년, 식물학자들은 국화과에 속하는 모로코의 속씨식물인 Nivellea nivellei (Braun-Blanq. & Maire) B.H.Wilcox, K.Bremer & Humphries를 그의 이름을 따서 명명했다.

## 같이 보기
- 베르됭 전투
- 니벨 공세
- 제2차 엔강 전투
- 필리프 페탱
- 체맹 데 담

### 내용주
1. ↑  fr

### 일반 참고 자료
- Blake, Robert (editor); The Private Papers of Douglas Haig 1914–1918, London 1952
- Falls, C. (1940). 《Military Operations France and Belgium 1917: The German Retreat to the Hindenburg Line and the Battles of Arras》 IWM & Battery Press 1992판. London: HMSO. ISBN 0-89839-180-6.
- Grigg, John. Lloyd George: War Leader, 1916–1918 (2002) pp 35–44, 81–98
- Hattersley, Roy. David Lloyd George (2010) pp 426–33
- Lloyd George, David.  War Memoirs (2nd ed. 1938) vol 1 ch 50 on "The Nivelle Offensive" pp 873–908
- Simkins, Peter;  외. (2014). 《The First World War: The War To End All Wars》. Oxford: Osprey. ISBN 978-1-78200-280-2.
- Spears, Sir Edward (1939). 《Prelude to Victory》 online판. London: Jonathan Cape. OCLC 459267081. 2018년 1월 8일에 확인함.
- Woodward, David R. Field Marshal Sir William Robertson (Westport Connecticut & London). Praeger, 1998, ISBN 0-275-95422-6
- Krause, Jonathan; Philpott, William (2023). 《French Generals of the Great War: Leading the Way》. Pen and Sword Books. ISBN 978-1781592526.